# نادي التعاون (السودان)
نادي التعاون   هو نادي كرة قدم بالخرطوم في السودان تأسس عام 1943م بمدينة شمبات.